# ATP Chicago

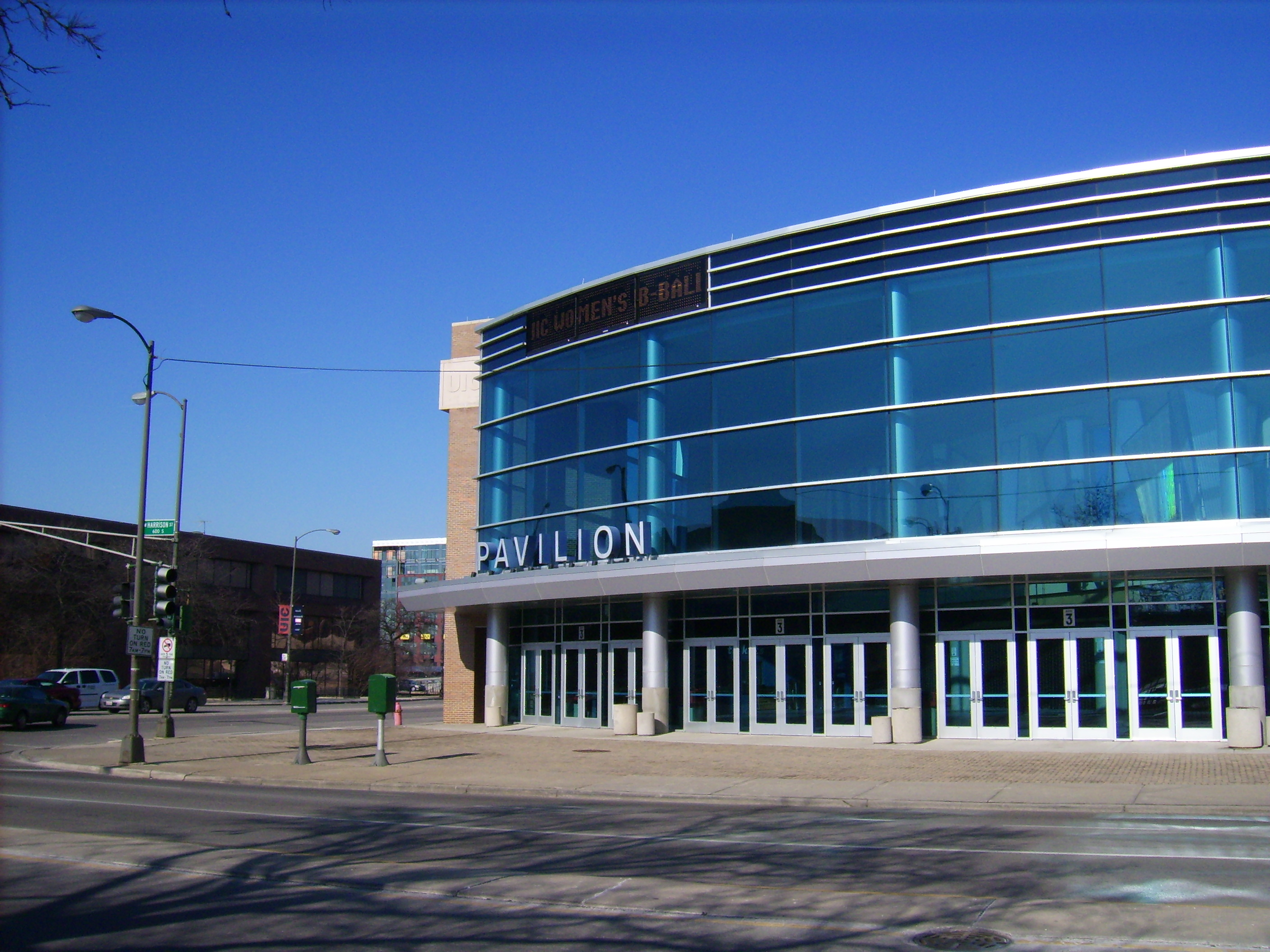
Der UIC Pavilion, die Veranstaltungshalle des Turniers.

Das ATP-Turnier von Chicago (offiziell Volvo Tennis Chicago) war ein US-amerikanisches Herren-Tennisturnier, das von 1985 bis 1991 in Chicago, Illinois ausgetragen wurde.

## Geschichte
Gespielt wurde in der Halle auf Teppichbelägen, Veranstaltungsort war der UIC Pavilion. Zwischen 1985 und 1987 wurde das Turnier im Rahmen der Grand Prix Tennis Circuit ausgetragen, danach wurde es drei Jahre als Einladungsturnier veranstaltet. Im Jahr 1991 schließlich fand das Turnier einmalig im Rahmen der ATP Tour statt; als Teil dieser gehörte es zur Kategorie der ATP World Series, der Vorgängerserie der ATP Tour 250.

## Siegerliste
Rekordsieger des Turniers ist John McEnroe, der mit zwei Siegen als einziger Spieler die Veranstaltung mehr als einmal gewinnen konnten. Generell waren US-amerikanische Spieler stark bei diesem Turnier, im Doppel siegte immer ein Spieler aus den Vereinigten Staaten, im Einzel ist Boris Becker der einzige ausländische Turniersieger.

### Einzel
| Jahr                               | Sieger           | Finalisten      | Finalergebnis |
| ---------------------------------- | ---------------- | --------------- | ------------- |
| 1991                               | John McEnroe (2) | Patrick McEnroe | 3:6, 6:2, 6:4 |
| 1988–1990: nicht Teil der ATP Tour |                  |                 |               |
| 1987                               | Tim Mayotte      | David Pate      | 6:4, 6:2      |
| 1986                               | Boris Becker     | Ivan Lendl      | 7:6, 6:3      |
| 1985                               | John McEnroe (1) | Jimmy Connors   | kampflos      |

### Doppel
| Jahr                               | Sieger                             | Finalisten                       | Finalergebnis           |
| ---------------------------------- | ---------------------------------- | -------------------------------- | ----------------------- |
| 1991                               | Scott Davis David Pate             | Grant Connell Glenn Michibata    | 6:4, 5:7, 7:6           |
| 1988–1990: nicht Teil der ATP Tour |                                    |                                  |                         |
| 1987                               | Paul Annacone Christo van Rensburg | Mike DePalmer Gary Donnelly      | 6:3, 7:6                |
| 1986                               | Ken Flach Robert Seguso            | Eddie Edwards Francisco González | 6:0, 7:5                |
| 1985                               | Johan Kriek Yannick Noah           | Ken Flach Robert Seguso          | 3:6, 4:6, 7:5, 6:1, 6:4 |